# Alltid rött, alltid rätt (samlingsalbum)
Alltid rött, alltid rätt heter ett samlingsalbum med Imperiet släppt 2002 på skivbolaget MNW.

## Låtlista
1. Alltid rött, alltid rätt
2. Du ska va president
3. C.C. Cowboys (remix 95)
4. Var e vargen (remix 95)
5. Blå himlen blues
6. Jag är en idiot
7. Sura-baya-Johnny
8. Kickar
9. Saker som hon gör
10. Kriget med mej själv
11. Österns röda ros
12. 19hundra80sju
13. Guld och döda skogar
14. Fred (Wiehe)
15. Balladen om briggen Blue Bird av Hull (Taube)
16. Märk hur vår skugga (Bellman)
17. Rock 'n' roll e död